# Represión política en la República Islámica de Irán
La represión política ha sido ejercida en Irán desde la Revolución Islámica de 1979, que llevó al ayatolá Ruhollah Jomeiní al poder y estableció así un Estado teocrático islámico sustentado por un sistema político que combinaba principios islámicos con control autoritario. La República Islámica ha recurrido a lo largo de su historia a ejecuciones, masacres y torturas contra quienes considera potenciales disidentes, y las Naciones Unidas consideran algunos actos, como las matanzas de 1981–1982 y las ejecuciones de 1988, como crímenes de lesa humanidad.

## Establecimiento de la República Islámica y represión inicial (1979–1989)

### La Revolución de 1979 y el ascenso de la República Islámica
La Revolución Islámica de 1979, que culminó con el derrocamiento de la monarquía Pahlaví, marcó el inicio de una nueva era de gobernanza en Irán. Tras la revolución, el poder político fue asumido por el liderazgo clerical encabezado por el ayatolá Ruhollah Jomeiní, quien buscaba establecer un Estado islámico basado en el concepto de velayat-e faqih (tutela del jurista islámico), una doctrina que otorga la autoridad política suprema al clérigo de más alto rango.
Tras derrocar al régimen anterior debido a su represión de las libertades civiles, Jomeiní fue inicialmente percibido como una figura unificadora que no buscaba el poder, sino liberar al pueblo iraní, así como un aliado de diversas ramas de la oposición iraní. Posteriormente, el régimen de Jomeiní pasó a «eliminar sistemáticamente a los grupos políticos rivales».

### La década de 1980: purgas revolucionarias y consolidación del poder

#### Masacres de 1981–1982
La masacre de 1981 fue orquestada por la República Islámica de Irán y tuvo como objetivo a opositores políticos y religiosos percibidos como enemigos del régimen. Entre los afectados se encontraban intelectuales, artistas, científicos, liberales, monárquicos, socialistas, minorías étnicas, así como miembros de grupos religiosos como los bahá'ís. Este episodio de violencia masiva, que se extendió desde junio de 1981 hasta marzo de 1982, fue parte de la Revolución cultural en Irán, iniciada por el ayatolá Ruhollah Jomeiní con el objetivo de eliminar las influencias no islámicas en la sociedad iraní. La purga resultó en la muerte de miles de disidentes políticos y religiosos, así como de críticos del régimen.
En 2024, el Relator Especial de las Naciones Unidas sobre los Derechos Humanos en Irán clasificó los crímenes cometidos durante este periodo como genocidio y crímenes de lesa humanidad. El informe pidió la creación de un organismo internacional independiente para investigar los hechos y exigir responsabilidades a los responsables de la masacre.

#### Ejecuciones de 1988 contra la oposición política

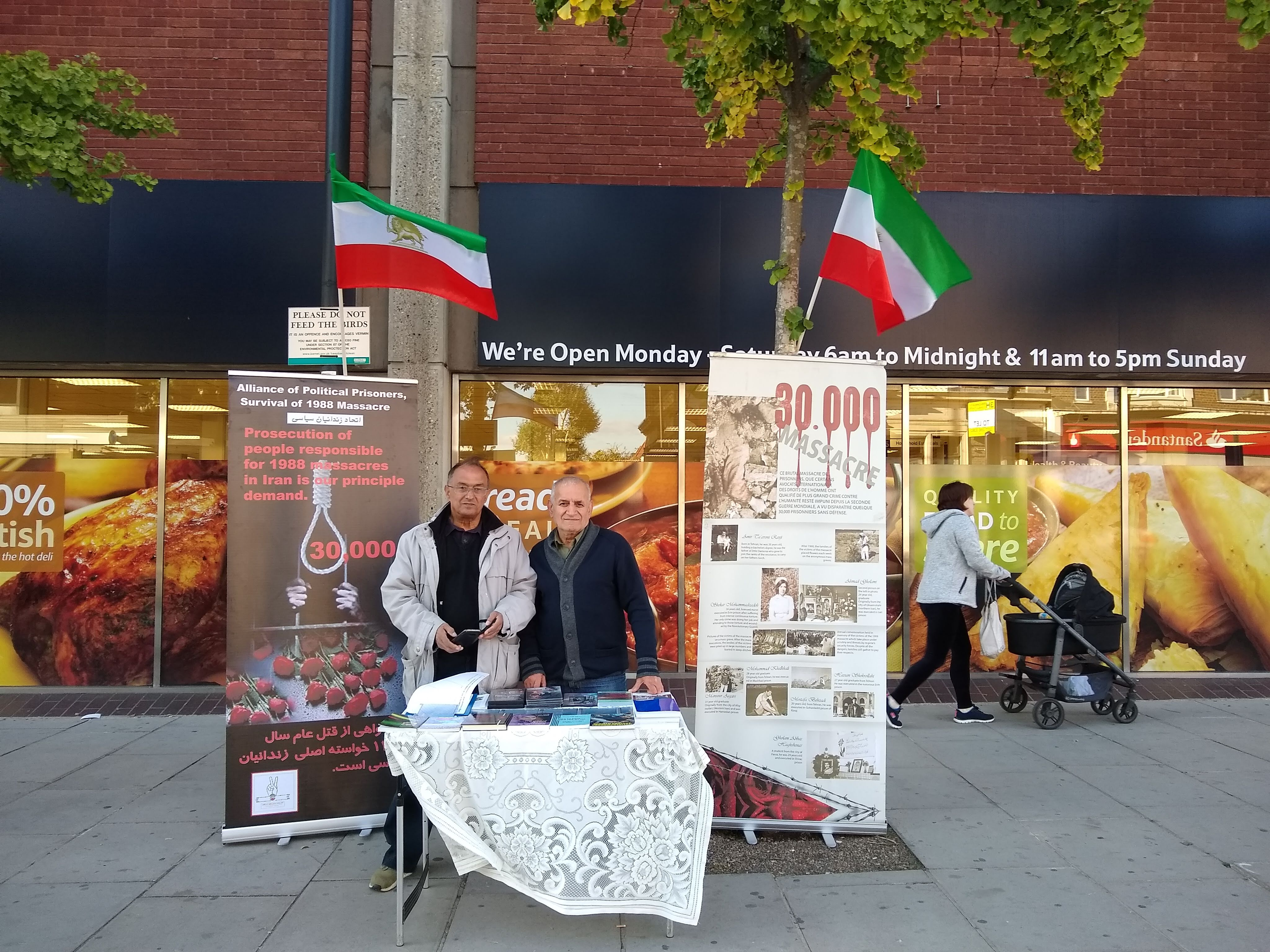
Manifestantes iraníes en Londres en 2018 exigiendo justicia por las ejecuciones de 1988

A mediados de 1988, el ayatolá Jomeiní, entonces Guía Supremo de Irán, ordenó la ejecución de miles de prisioneros políticos. Estas ejecuciones se llevaron a cabo durante un periodo de cinco meses, comenzando en julio, en al menos 32 ciudades de Irán. Se realizaron sin ningún proceso legal, con juicios que no tenían como objetivo determinar la culpabilidad o inocencia. Muchos prisioneros fueron sometidos a tortura, y las ejecuciones se realizaron en secreto.
El número exacto de víctimas sigue siendo incierto, pero las estimaciones varían entre 2.800 y 30.000 personas, y organizaciones de derechos humanos como Amnistía Internacional estiman al menos 30.000 ejecuciones.
La mayoría de las víctimas eran simpatizantes de los Muyahidines del Pueblo de Irán (MeK), aunque también fueron ejecutados individuos pertenecientes a otros grupos de izquierda, como los Fadaian y el Partido Tudeh. Aunque uno de los posibles motivos fue la represalia por la Operación Mersad emprendida por el MeK en 1988, también fueron asesinadas personas sin relación con dicha operación.
El ayatolá Montazerí, quien era Subguía Supremo de Irán en aquel momento, afirmó que el régimen había planeado estas ejecuciones con antelación, utilizando la operación del MeK como pretexto.
Los sobrevivientes han exigido justicia, y el hecho ha sido condenado por las Naciones Unidas y varios países, considerándolo uno de los mayores crímenes de lesa humanidad cometidos por el Estado iraní.

## Represión política bajo Ali Jameneí (1989–presente)

#### La transición al liderazgo de Jameneí
En 1989, tras la muerte del ayatolá Ruhollah Jomeiní, Ali Jameneí asumió el cargo de Guía Supremo de Irán. Antiguo presidente y estrecho aliado de Jomeiní, Jameneí continuó con las políticas de la República Islámica. Según el diario The Guardian, actuó «eliminando a los opositores y recompensando a quienes le eran leales». Entre los objetivos de Jameneí se encontraban incluso poetas.

#### Represión de las protestas de 2009

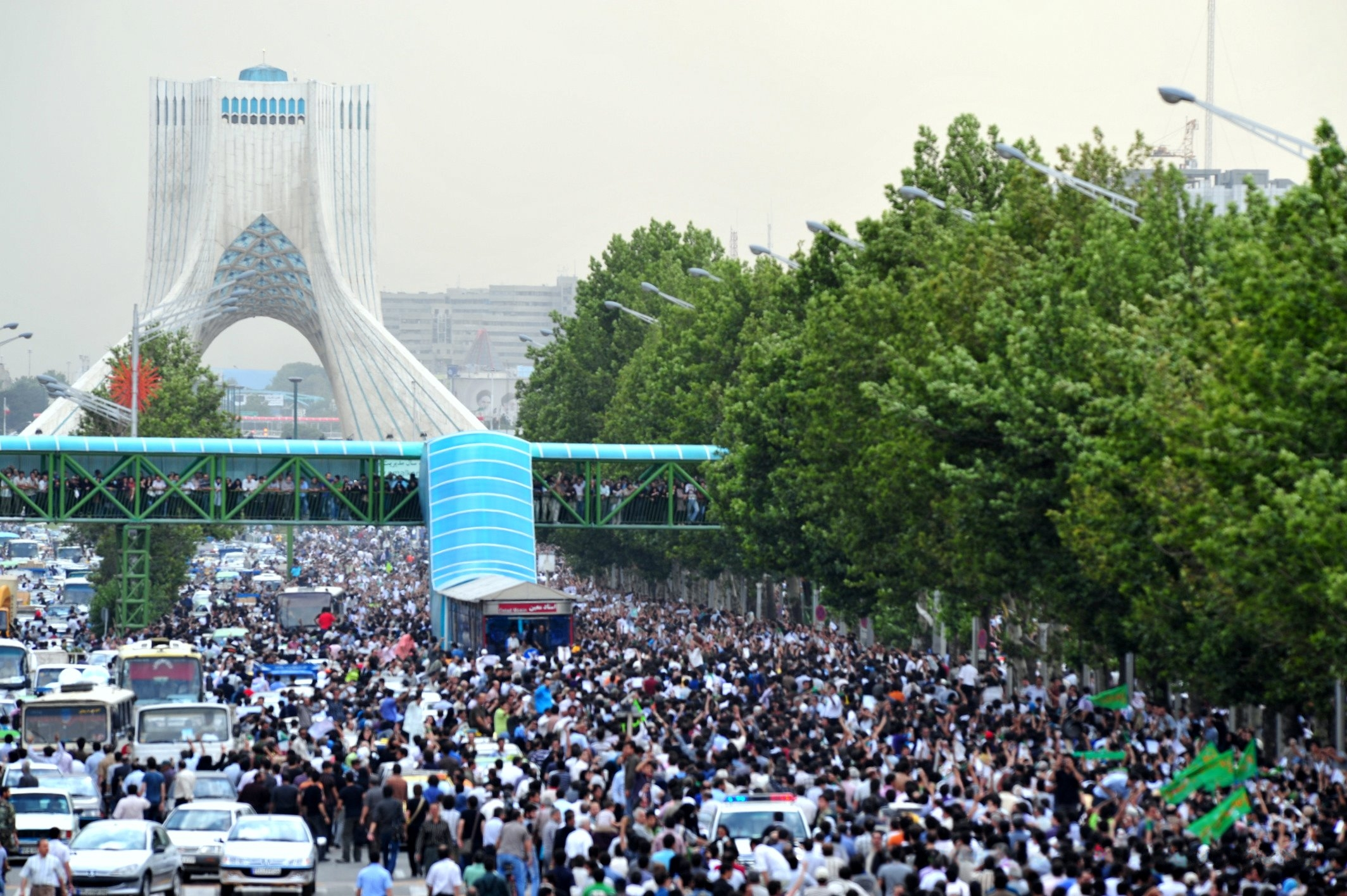
Protesta del Movimiento Verde contra el fraude electoral

Tras la proclamación de Mahmud Ahmadineyad como ganador de las elecciones presidenciales, en medio de acusaciones por parte de la oposición iraní de un fraude electoral generalizado, se desataron protestas masivas que fueron conocidas colectivamente como el Movimiento Verde. Los manifestantes exigían la anulación de los resultados electorales y la dimisión del gobierno, acusando al régimen de manipular las elecciones.
En respuesta a las protestas, el gobierno iraní desplegó a la policía, a los Cuerpos de la Guardia Revolucionaria Islámica (IRGC, por sus siglas en inglés) y a su milicia paramilitar, los basiyíes. Miembros de la milicia Basiy llevaron a cabo redadas nocturnas, así como allanamientos a domicilios de ciudadanos iraníes durante las manifestaciones.
Según el Los Angeles Times, milicianos de Ansar-e Hezbollah advirtieron que patrullarían las calles para imponer el orden.
Miles de personas fueron arrestadas, cientos murieron, y muchas otras fueron torturadas o forzadas a realizar confesiones televisadas.
A partir del 28 de diciembre de 2017, estallaron protestas públicas en varias ciudades de Irán que continuaron hasta comienzos de 2018, conocidas comúnmente como las protestas de Dey. Las manifestaciones comenzaron inicialmente en Mashhad, la segunda ciudad más grande del país, con un enfoque en problemas económicos, pero rápidamente se ampliaron para incluir oposición política al régimen teocrático y al Líder Supremo Ali Jameneí. Los manifestantes expresaron su descontento mediante una variedad de consignas dirigidas contra el régimen y su liderazgo, incluyendo el provocador lema «¡Muerte al dictador!», dirigido directamente a Jameneí.
Según The Washington Post, estas protestas, junto con ataques a edificios gubernamentales, pusieron en jaque a un régimen con escasa tolerancia hacia la disidencia. Algunos manifestantes incluso instaron a las fuerzas de seguridad a unirse a ellos.
En un informe de 2020, Human Rights Watch (HRW) concluyó que las autoridades iraníes seguían reprimiendo estrictamente el activismo pacífico, dirigiendo sus acciones contra defensores de los derechos humanos, abogados y presos políticos que denunciaban la corrupción, mala gestión y represión del gobierno. Según HRW, la respuesta del régimen a las protestas —incluidas las de noviembre de 2019— implicó el uso excesivo y letal de la fuerza, con al menos 230 personas asesinadas por las fuerzas de seguridad según cifras oficiales. Irán también interrumpió el acceso a internet a nivel nacional para impedir la difusión del descontento.
De acuerdo con HRW, el gobierno iraní es uno de los principales ejecutores de penas de muerte en el mundo, con 233 ejecuciones en 2020. Entre los ejecutados había personas condenadas por crímenes cometidos cuando eran menores de edad. Defensores de derechos humanos, minorías étnicas y activistas políticos enfrentan detención arbitraria, tortura y juicios sin garantías, según HRW. Las acciones del gobierno, incluida la prisión de disidentes pacíficos y la falta de rendición de cuentas por parte de las fuerzas de seguridad, habrían incrementado la frustración pública hacia el régimen.

#### Protestas de 2022

Manifestantes iraníes asesinados por provincia durante las protestas de 2022.

En septiembre de 2022, Human Rights Watch informó que las protestas generalizadas en Irán fueron reprimidas con uso excesivo y letal de la fuerza por parte de las fuerzas de seguridad. Según el informe, se produjeron asesinatos ilegales, torturas, agresiones sexuales y desapariciones forzadas de manifestantes, incluidos mujeres y menores de edad. HRW informó de al menos 500 muertes, entre ellas 68 niños.
Se informó que las fuerzas de seguridad utilizaron diversos tipos de munición para disparar contra los manifestantes. HRW también documentó que un estudiante de secundaria de 17 años fue víctima de agresión sexual, y que otra manifestante fue empujada sobre una cocina encendida y torturada durante su detención. Asimismo, se informó que interrogadores usaron agujas para torturar a un menor.
Antes del aniversario de la Muerte de Mahsa Amini en 2023, HRW señaló que las autoridades iraníes intensificaron la represión de la disidencia, centrando su accionar en activistas, estudiantes y familiares de los asesinados en las protestas de 2022. También se reportó un aumento en los esfuerzos por aplicar estrictamente las leyes sobre el uso obligatorio del velo (hiyab), junto con arrestos de defensoras de derechos de las mujeres, artistas y abogadas.

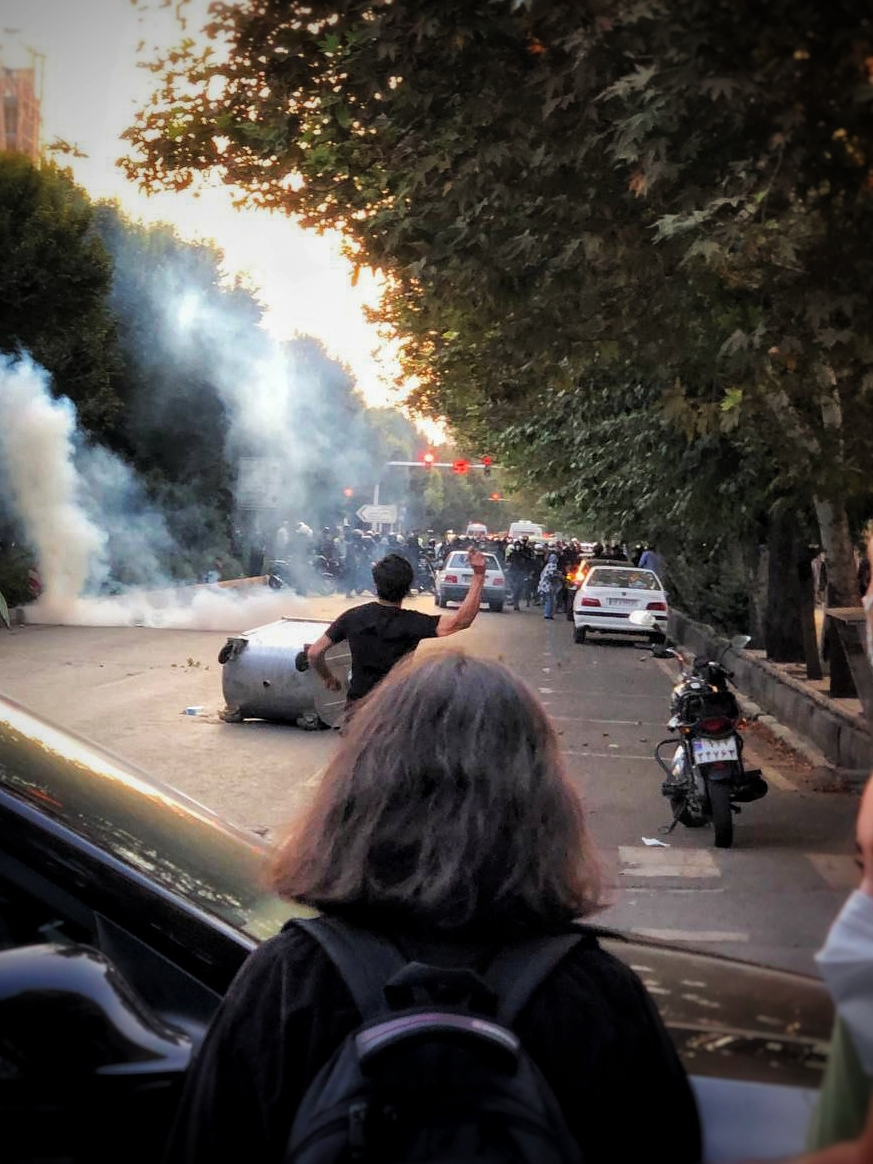
Protestas en Teherán

### Durante la guerra Irán-Israel
Tras el inicio de la guerra Irán-Israel, Amnistía Internacional informó que las autoridades iraníes intensificaron la represión política al dirigirse contra individuos acusados de espionaje o colaboración con Israel. El gobierno promovió juicios sumarios y ejecuciones rápidas, centrando sus acciones en aquellos a quienes acusó de «enemistad contra Dios» y «corrupción en la Tierra», delitos que conllevan la pena de muerte según la legislación iraní.
Amnistía Internacional expresó su profunda preocupación por lo que calificó como un uso sistemático de la pena de muerte, advirtiendo que estos cargos se utilizan con frecuencia para castigar a personas que ejercen pacíficamente su derecho a la libertad de expresión. El gobierno iraní también dirigió represalias contra familiares de los detenidos y contra personas ya condenadas a muerte. Entre ellos se encuentra el académico sueco-iraní Ahmadreza Djalali, cuya ejecución se considera inminente tras un juicio injusto y confesiones forzadas.
Con el fin de ampliar el uso de la pena capital, el Parlamento iraní aprobó una legislación exprés que establece la pena de muerte automática para casos de espionaje o colaboración con gobiernos hostiles. Según Amnistía Internacional, esta ley busca agilizar las ejecuciones por motivos de seguridad nacional, incluso en casos que no impliquen asesinatos intencionales, lo que constituye una violación del derecho internacional. Amnistía también denunció que, en el contexto del conflicto, el régimen ha intensificado la represión a través de detenciones arbitrarias, confesiones forzadas y ejecuciones, generando un clima de miedo para mantener el control social.
Según el Long War Journal, las autoridades iraníes han perseguido a ciudadanos acusados de compartir contenido en línea considerado favorable a Israel. Al menos 19 personas fueron arrestadas en las provincias de Hormozgán y Yazd por supuesta difusión de desinformación o por fotografiar sitios sensibles. Funcionarios iraníes invocaron el Artículo 8 de la ley de seguridad nacional, que prevé penas de prisión por dichas acciones, y afirmaron que actuaron para contrarrestar «medidas hostiles».
El régimen también restringió el acceso a internet, una medida frecuente para suprimir la disidencia. En respuesta, Elon Musk declaró que el servicio de Starlink ya está operativo en Irán. El Long War Journal informó que al menos 10 personas fueron detenidas bajo cargos de espionaje vinculados a Israel, y que dos de ellas fueron ejecutadas al comienzo del conflicto.

### El papel de los Cuerpos de la Guardia Revolucionaria Islámica (IRGC)
Los Cuerpos de la Guardia Revolucionaria Islámica (IRGC, por sus siglas en inglés) desempeñan un papel central en la implementación de la represión política en Irán. Bajo su mando se encuentra la milicia Basiy, encargada de controlar y reprimir la disidencia contra la Revolución Islámica.
Los IRGC fueron creados para proteger el nuevo régimen teocrático y prevenir golpes de Estado, con el objetivo de preservar la visión del ayatolá Ruhollah Jomeiní de un Estado basado en el velayat-e faqih (tutela del jurista islámico). Con el tiempo, esta organización se ha convertido en una fuerza poderosa en los ámbitos militar, político y económico.
A los IRGC se les ha asignado la responsabilidad de mantener la seguridad interna y defender al régimen frente a amenazas percibidas, tanto internas como externas. Muchos de sus antiguos miembros han ocupado cargos gubernamentales de alto rango. Además, han acumulado una considerable riqueza operando redes económicas que evaden sanciones internacionales.
La organización es responsable de supervisar diversas actividades represivas, entre ellas la represión de protestas, la vigilancia de figuras opositoras y el control de los medios de comunicación y del acceso a internet. Se estima que los IRGC controlan entre el 20 % y el 40 % de la economía de Irán.

#### La Basiy
La Basij, una fuerza paramilitar subordinada a los Cuerpos de la Guardia Revolucionaria Islámica (IRGC), desempeña un papel clave en la represión política en Irán. Fundada en 1979 por el ayatolá Ruhollah Jomeiní, funciona como una herramienta para mantener el control del régimen, suprimir la disidencia y vigilar la moral pública. La Basiy ha sido fundamental en la represión de protestas y ha participado en operativos violentos a lo largo de la historia del país.
Sus miembros, que incluyen reclutas menores de edad, estudiantes y personas mayores, son movilizados para hacer cumplir las políticas del régimen y mantener la seguridad interna. A pesar de no recibir un salario, los integrantes de la Basiy obtienen beneficios como acceso preferencial a empleos y servicios públicos.
Como parte central del aparato de los IRGC, la Basiy constituye una fuerza poderosa utilizada por el régimen para reprimir a la oposición y afianzar su control político.
La Basiy ha recurrido a la violencia contra estudiantes, mujeres y activistas opositores.

### Represión judicial y legal

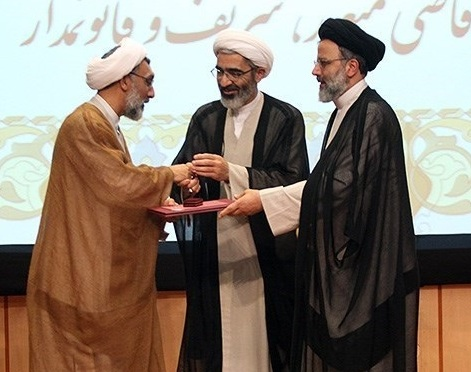
Mostafa Pourmohammadi (izquierda) y el futuro Presidente de Irán Ebrahim Raisi (derecha), ambos miembros del comité de los «Jueces de la Muerte» durante las ejecuciones de 1988, en 2013.

El Poder Judicial de Irán desempeña un papel clave en la generación de miedo entre la población y en la supresión de la disidencia, siendo un mecanismo fundamental para mantener el control del régimen.
Los tribunales en Irán carecen de independencia frente al gobierno y a la autoridad religiosa. A los disidentes políticos, en ocasiones, se les niega el acceso a representación legal y son forzados a realizar confesiones mediante tortura. Se llevan a cabo detenciones arbitrarias y juicios considerados injustos por organizaciones de derechos humanos como Amnistía Internacional, que también ha denunciado que la detención de ciudadanos extranjeros en Irán podría constituir una forma de toma de rehenes.
El sistema legal iraní contempla la pena de muerte para delitos políticos, incluyendo cargos como efsad-fil-arz («corrupción en la Tierra»), moharebeh («guerra contra Dios»), e incluso la blasfemia, como insultar al profeta Mahoma.

### Censura mediática y vigilancia de internet
La censura de los medios de comunicación es una herramienta de represión política en la República Islámica de Irán. El gobierno controla todos los principales periódicos, cadenas de televisión y emisoras de radio, mientras que el periodismo independiente está fuertemente restringido. Los periodistas que critican al gobierno o informan sobre temas políticos pueden ser víctimas de violencia. De hecho, organizaciones como FDD han calificado los medios iraníes como meros instrumentos de «propaganda».
Irán posee uno de los sistemas de censura de internet más restrictivos del mundo.
El gobierno y los IRGC bloquean aproximadamente el 70 % del tráfico de internet, incluyendo plataformas como YouTube, Twitter, Facebook y Telegram. El Estado monitorea estrictamente el tráfico en línea a través del Comité de Filtrado de Internet, que decide qué sitios bloquear. Tras las protestas de 2019, Irán ejecutó un apagón total de internet, reduciendo el tráfico al 5 % de su nivel normal.
Después de las protestas de 2022 por la muerte de Mahsa Amini, Irán fue clasificado como el segundo país con mayor censura de internet. Las autoridades también han tomado medidas contra el uso de VPNs para impedir el acceso a medios extranjeros.
Para el año 2025, más de 100.000 terminales de Starlink estaban operativos en Irán.

### Confiscación de cuerpos de manifestantes
La República Islámica de Irán ha sido acusada de confiscar los cuerpos de manifestantes fallecidos en hospitales y morgues, impidiendo que sus familias realicen funerales, los cuales podrían convertirse en puntos de reunión para nuevas protestas. Se afirma que esta práctica ocurre desde los inicios del régimen y que se ha intensificado tras episodios de movilización social. Las Naciones Unidas han señalado que Irán ha rechazado entregar los cuerpos de algunos fallecidos, relacionando esta práctica con el trato dado a los manifestantes detenidos.
La confiscación de cuerpos es vista como un método para negar a las víctimas y a sus familias la dignidad y el respeto que les corresponden, así como una forma de ocultar las atrocidades cometidas por el gobierno. Esta práctica viola tanto el derecho internacional de los derechos humanos como la ley islámica, que exigen el entierro digno y el respeto por los fallecidos.
Además de vulnerar principios legales y éticos, esta acción priva a las familias del derecho a buscar justicia y conocer la verdad sobre la muerte de sus seres queridos. Al impedir los funerales, las autoridades intentan sofocar futuras protestas y ocultar la verdadera magnitud de la violencia ejercida contra los manifestantes.

### Diplomacia de rehenes
Irán ha sido acusado de practicar la llamada «diplomacia de rehenes» mediante la detención «sistemática» de ciudadanos extranjeros y ciudadanos iraníes con doble nacionalidad, con el fin de obtener concesiones políticas de otros países. Un ciudadano germano-iraní, por ejemplo, fue acusado de «pertenecer a una organización ilegal» y de difundir «propaganda contra el régimen», aunque según la cadena DW, no existían pruebas que respaldaran tales cargos.
Abogados que representan a detenidos en Irán han señalado que este tipo de arrestos suelen tener una motivación política, siendo utilizados posteriormente como moneda de cambio para intercambios de prisioneros o negociaciones diplomáticas. DW ha indicado que esta práctica de utilizar ciudadanos extranjeros como fichas de negociación se remonta a 1979, cuando estudiantes iraníes tomaron como rehenes a miembros del personal de la embajada de Estados Unidos para presionar al gobierno estadounidense.
Entre los ciudadanos con doble nacionalidad detenidos en Irán se encuentran la germano-iraní Nahid Taghavi y el académico sueco-iraní Ahmadreza Djalali. DW también ha señalado que el uso de esta táctica se intensifica durante las negociaciones relacionadas con el programa nuclear de Irán.